# Chaldon
Chaldon is een civil parish in het bestuurlijke gebied Tandridge, in het Engelse graafschap Surrey met 1735 inwoners.